# Neoptolemus II
Neoptolemus II var kung av Epiros mellan 302 och 297 f.Kr..  